# Éliminatoires du Championnat d'Europe de football féminin 1995
Le championnat d'Europe de football féminin 1995 fut disputé à partir du 15 août 1993 par 29 équipes.

## Phase préliminaire de groupes

### Équipes qualifiées à l'issue de la phase préliminaire
Les huit quarts-de-finalistes sont les suivants :
| Allemagne Angleterre Danemark Islande | Italie Norvège Russie Suède |

## Quarts de finale
Les matchs aller se sont déroulés les 9 et 15 octobre 1994, les matchs retour les 27, 29 et 30 octobre 1994.
| Nation   | Aller | Total | Retour | Nation     |
| -------- | ----- | ----- | ------ | ---------- |
| Islande  | 1-2   | 2-4   | 1-2    | Angleterre |
| Russie   | 0-1   | 0-5   | 0-4    | Allemagne  |
| Danemark | 2-0   | 2-3   | 0-3    | Suède      |
| Italie   | 1-3   | 3-7   | 2-4    | Norvège    |

## Demi-finales
Les matchs aller se sont déroulés les 11 décembre 1994 et le 26 février 1995, les matchs retour le 23 février et le 5 mars 1995.
| Nation     | Aller | Total | Retour | Nation    |
| ---------- | ----- | ----- | ------ | --------- |
| Angleterre | 1-4   | 2-6   | 1-2    | Allemagne |
| Norvège    | 4-3   | 5-7   | 1-4    | Suède     |